# Лулео (порт)
65°32′53″ пн. ш. 22°15′04″ сх. д. / 65.548° пн. ш. 22.251° сх. д.
Порт Лулео (швед. Luleå hamn) — найпівнічніший торговий порт Швеції. Розташований у місті Лулео і був одним із п'яти найбільших портів Швеції за обсягами вантажоперевезення в 2010 — 2011 роках.

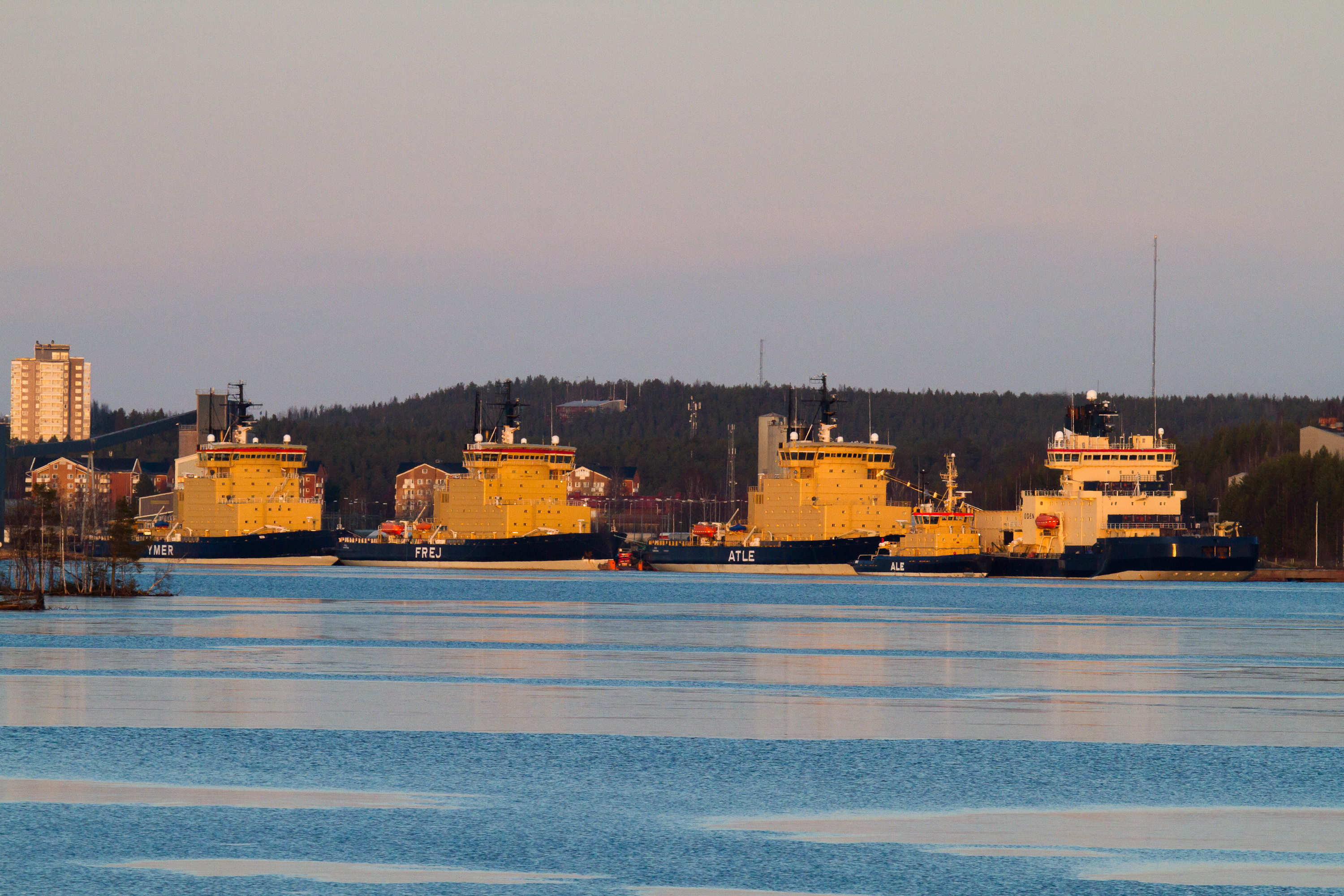
Шведські криголами в порту Лулео

## Кількість вантажу
Обсяги вантажів були збільшені в останні роки, серед іншого, за рахунок транспортування залізної руди з шахт LKAB по залізниці Мальмбанан, через причал Сандскяр у порту Лулео. Частина руди прямує морем на металургійний завод Rautaruukki через порт Рааге у Фінляндії.

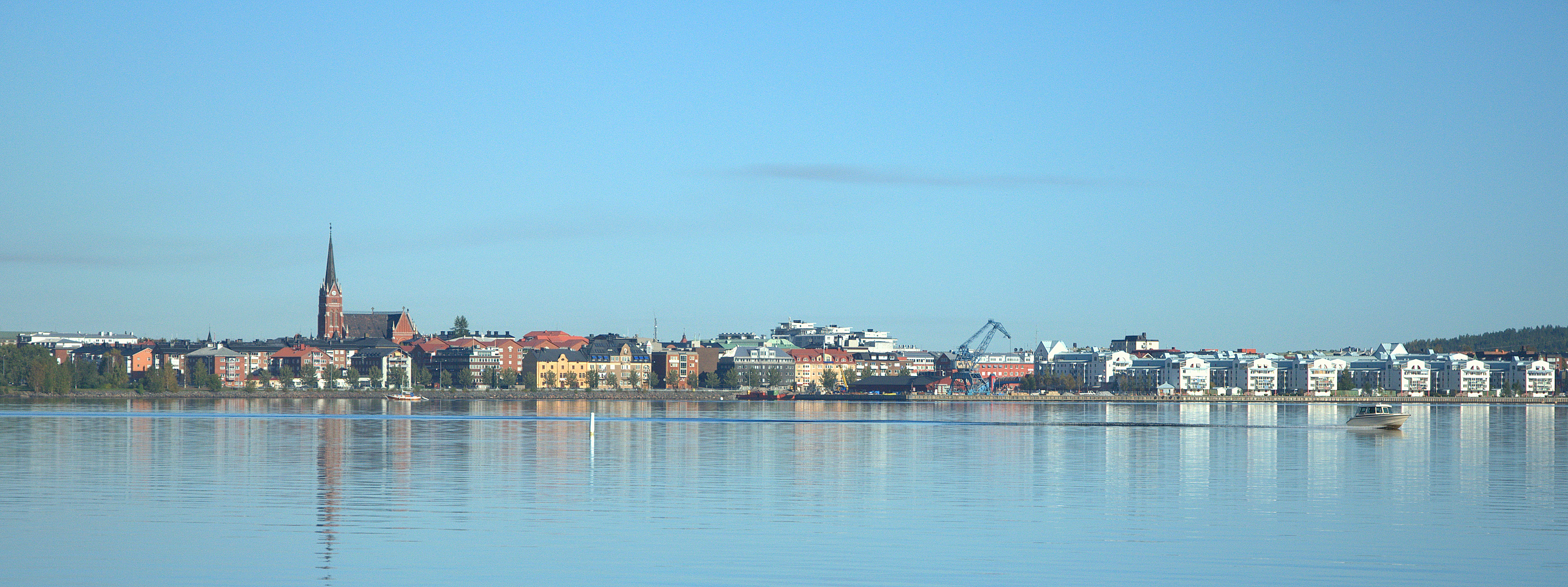
Краєвид на південну гавань Лулео

Річний вантажообіг в порту Лулео:
| рік            | 2003 | 2004 | 2005 | 2006 | 2007 | 2008 | 2009 | 2010 | 2011 | 1–6/2012 |
| -------------- | ---- | ---- | ---- | ---- | ---- | ---- | ---- | ---- | ---- | -------- |
| мільйонів тонн | 7,6  | 7,6  | 7,7  | 7,5  | 8,7  | 9,0  | 6,5  | 9,3  | 9,0  | 3,6      |